# Nealit
Nealit ist ein selten vorkommendes Mineral aus der Mineralklasse der „Oxide und Hydroxide“ (einschließlich V[5,6]-Vanadate, Arsenite, Antimonite, Bismutite, Sulfite, Selenite, Tellurite, Iodate) mit der chemischen Zusammensetzung Pb4Fe2+[Cl4|(AsO3)2]·2H2O und damit chemisch gesehen ein wasserhaltiges Blei-Eisen-Arsenit mit zusätzlichen Chlorionen.
Nealit kristallisiert im triklinen Kristallsystem und entwickelt durchsichtige, tafelige bis prismatische Kristalle von gelber bis helloranger Farbe, die oft in radialstrahligen oder garbenförmigen Mineral-Aggregaten angeordnet sind. Auf der Strichtafel hinterlässt Nealit einen lichtorangen Strich.

## Etymologie und Geschichte
Erstmals entdeckt wurde Nealit in Mineralproben aus den Schlackenfeldern um die Gemeinde Lavrio in der griechischen Region Attika. Die Mineralprobe – es handelte sich um einen einzigen Kristall – befand sich in der Sammlung von Leo Neal Yedlin (1908–1997), einem Micromount-Mineralsammler aus New Haven (Connecticut), USA. Dieser machte die späteren Erstbeschreiber Pete J. Dunn und Roland C. Rouse um 1974 auf den leuchtend orangefarbenen Kristall aufmerksam und opferte die Probe bereitwillig für die nötigen Analysen.
Dunn und Rouse konnten feststellen, dass es sich bei dem Kristall um ein bisher unbekanntes Mineral handelte und benannten es nach dessen Entdecker als Nealit. Mit der Namensvergabe sollte auch dessen selbstlose und umfangreiche Beiträge an Mineralproben ehren, da Leo Neal Yedlin seine gesammelten Exemplare gern teilweise oder ganz opferte, wenn es für wissenschaftliche Studien notwendig war.
Dunn und Rouse sandten ihre Untersuchungsergebnisse und den gewählten Namen 1979 zur Prüfung an die International Mineralogical Association (interne Eingangsnummer der IMA: 1979-050), die den Nealit als eigenständige Mineralart anerkannte. Die Erstbeschreibung wurde im Folgejahr im Fachmagazin The Mineralogical Record veröffentlicht.
Das Typmaterial des Minerals wird im National Museum of Natural History (NMNH) in Washington, D.C. unter der Inventarnummer 137115 aufbewahrt.

## Klassifikation
Da der Nealit erst 1979 als eigenständiges Mineral anerkannt wurde, ist er in der letztmalig 1977 überarbeiteten 8. Auflage der Mineralsystematik nach Strunz noch nicht verzeichnet.
In der zuletzt 2018 überarbeiteten Lapis-Systematik nach Stefan Weiß, die formal auf der alten Systematik von Karl Hugo Strunz in der 8. Auflage basiert, erhielt das Mineral die System- und Mineralnummer IV/J.03-050. Dies entspricht der Klasse der „Oxide und Hydroxide“ und dort der Abteilung „Arsenite (mit As3+)“, wo Nealit zusammen mit Finnemanit, Freedit, Georgiadesit, Rouseit und Trigonit eine unbenannte Gruppe mit der Systemnummer IV/J.03 bildet.
Die von der IMA zuletzt 2009 aktualisierte 9. Auflage der Strunz’schen Mineralsystematik ordnet den Nealit in die erweiterte Abteilung der „Arsenite, Antimonite, Bismutite, Sulfite, Selenite, Tellurite; Iodate“ ein. Diese ist zudem weiter unterteilt nach der möglichen Anwesenheit zusätzlicher Anionen und Kristallwasser. Das Mineral ist hier entsprechend seiner Zusammensetzung in der Unterabteilung „Arsenite, Antimonite, Bismutite; mit zusätzlichen Anionen, mit H2O“ zu finden, wo es als einziges Mitglied eine unbenannte Gruppe mit der Systemnummer 4.JD.05 bildet.
In der vorwiegend im englischen Sprachraum gebräuchlichen Systematik der Minerale nach Dana hat Nealit die System- und Mineralnummer 41.04.06.01. Dies entspricht der Klasse der „Phosphate, Arsenate und Vanadate“ und dort der Abteilung „Basische oder Halogen-haltige Antimonite, Arsenite und Phosphite“, wo das Mineral als einziges Mitglied in einer unbenannte Gruppe mit der Systemnummer 46.01.06 innerhalb der Unterabteilung „Basische oder Halogen-haltige Antimonite, Arsenite und Phosphite mit (AB)m(XO3)pZq“ zu finden ist.

## Kristallstruktur
Nealit kristallisiert triklin in der Raumgruppe P1 (Raumgruppen-Nr. 2) mit den Gitterparametern a = 6,55 Å; b = 10,24 Å; c = 5,59 Å; α = 96,2°; β = 89,6° und γ = 97,7° sowie einer Formeleinheit pro Elementarzelle.

## Bildung und Fundorte

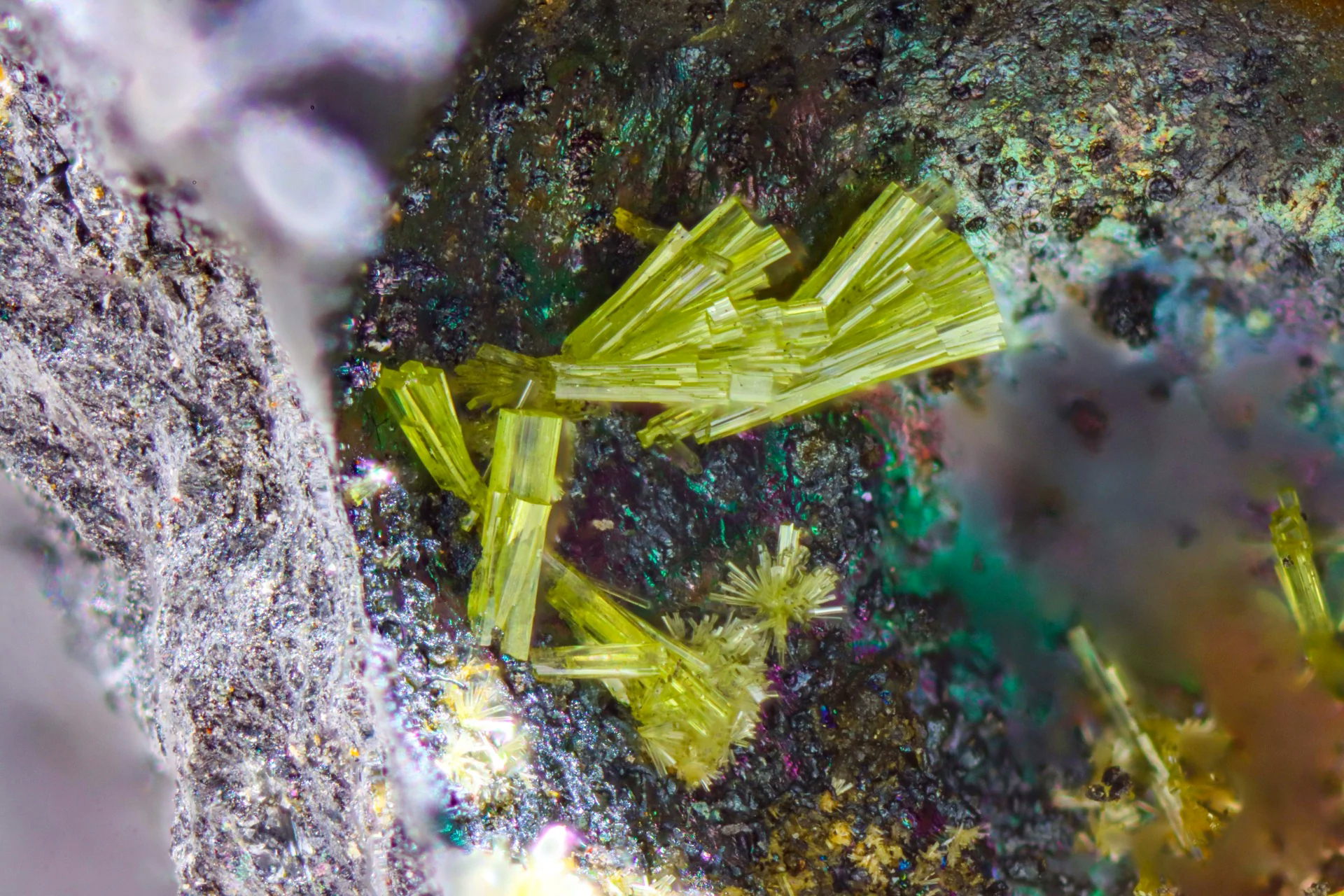
Hellgelbe, garbenförmige und büschelige Nealitkristalle aus dem Schlackenfundort Oxygono Bucht, Lavrio, Attika, Griechenland (Sichtfeld: 1,5 mm)

Nealit bildete sich sekundär aus antiken Hütten-Schlacken, die mit Meerwasser in Wechselwirkung traten. Als Begleitminerale können unter anderem Annabergit, Aragonit, Goethit, Georgiadesit und verschiedene Bleioxychloride auftreten.
Als seltene Mineralbildung konnte Nealit nur an wenigen Fundorten nachgewiesen werden, wobei bisher rund 20 Fundorte (Stand 2025) bekannt sind. 
An seiner Typlokalität, den Schlackenfundstellen in der Umgebung der Gemeinde Lavrio, konnte das Mineral an folgenden Fundpunkten entdeckt werden: Agios Nikolaos (St. Nicholas), Lavrio Hafen, Oxygon, Panormos, Passa Limani, Posidonia, Sounion, Thorikos und Vrissaki.
In Deutschland kennt man Nealit bisher nur aus der Herzog Juliushütte bei Astfeld im Landkreis Goslar und aus den Schlackenhalden entlang des Silberbachs bei Oberschulenberg in Niedersachsen.
Weitere bisher bekannte Fundorte sind Menez-Plom (Carnoët) im französischen Département Côtes-d’Armor, Carpenara im Val Varenna in der Metropolitanstadt Genua (Ligurien) und der Golf von Baratti nahe Populonia in der Provinz Livorno in Italien und die Schlackenhalde Haltcliff bei Caldbeck Fells in der englischen Grafschaft Cumbria im Vereinigten Königreich.